# Банвил сир Ажон
Банвил сир Ажон (фр. Banneville-sur-Ajon) насеље је и општина у северној Француској у региону Доња Нормандија, у департману Калвадос која припада префектури Кан.
По подацима из 2011. године у општини је живело 373 становника, а густина насељености је износила 66,25 становника/km². Општина се простире на површини од 5,63 km². Налази се на средњој надморској висини од 141 метар (максималној 184 m, а минималној 84 m).

## Демографија
| 1962. | 1968. | 1975. | 1982. | 1990. | 1999. | 2011. |
| ----- | ----- | ----- | ----- | ----- | ----- | ----- |
| 206   | 211   | 224   | 346   | 360   | 389   | 373   |

График промене броја становника у току последњих година